# Awetí jezik
Awetí jezik (arauine, arauite, aueti, aueto, auiti, awetö; ISO 639-3: awe), jezik Auetö Indijanaca koji se govori na rijeci Culiseu, u području parka Xingú u brazilskoj državi Mato Grosso.
Aweti pripada samostalnoj porodici velike porodice tupi. Njime se služi 140 ljudi (2006 ISA), a u upotrebi je i kamayurá [kay]

## Vanjske poveznice
- Ethnologue (14th)
- Ethnologue (15th)